# 松田英二

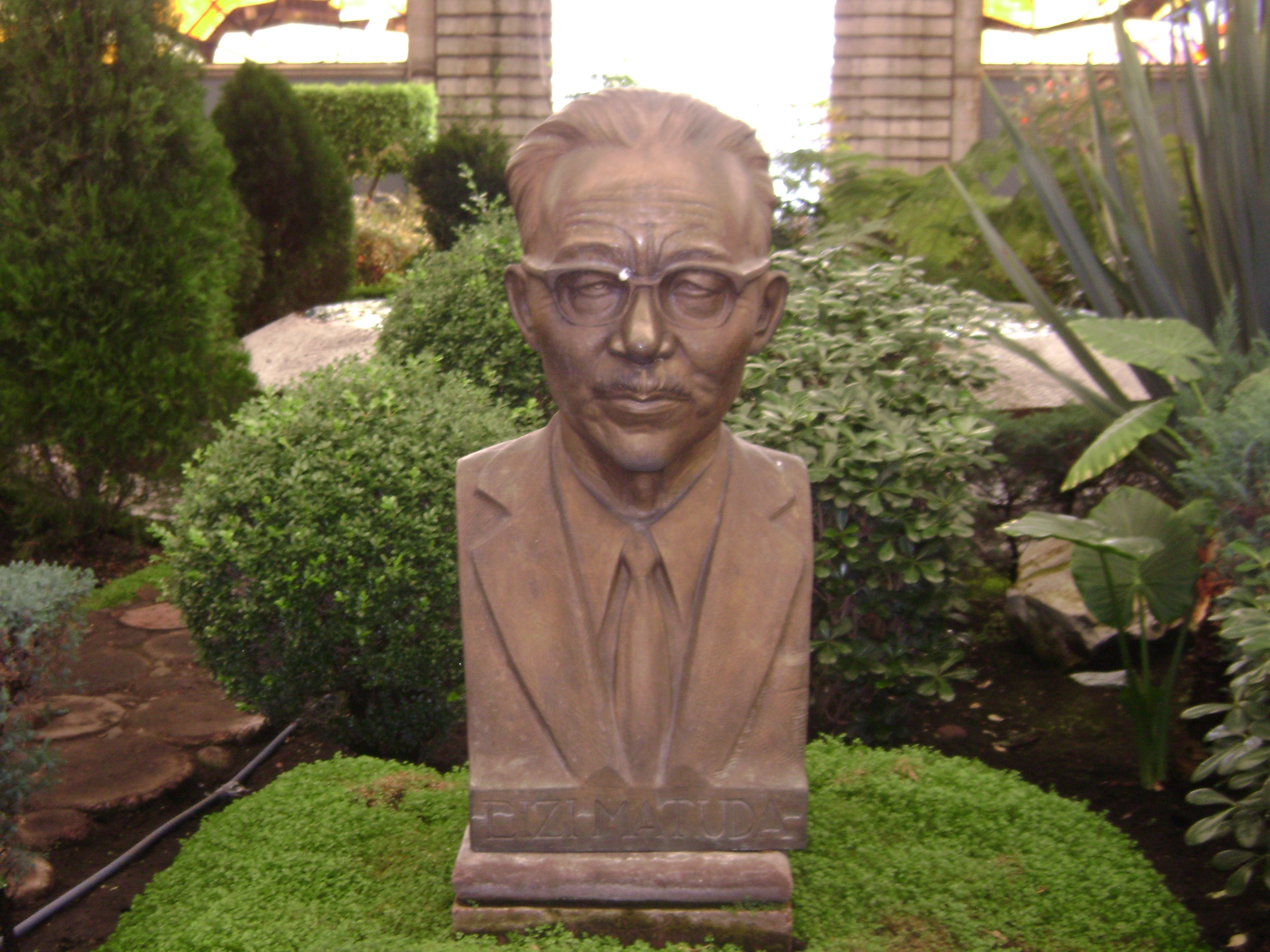
トールカのコスモビトラル庭園の胸像

松田 英二（まつだ えいじ、1894年4月20日 - 1978年2月12日）は日本生まれで、メキシコで働いた植物学者である。

## 生涯
長崎で生まれた。長崎中学から台湾総督府国語学校で学び、台湾で教師を務めた後、1922年にメキシコに移民し、チアパスのエスクイントラで農場を開いた。1932年にエスクイントラに松田植物研究所（Instituto botánico Matuda）を開きメキシコ南部の植物生態調査を行った。1951年にメキシコ国立自治大学の客員教授に任じられ、1954年から1959年の間、Instituto de investigación forestal (森林研究所)の上級研究員となった。1955年から1965年まで3年の間、植物学部長を務めた。1953年に、メキシコ森林学会から名誉学位を贈られた。
メキシコの、植物についての多くの研究論文を執筆し、多くの新種植物を記載し、1960年に東京大学から名誉博士号を受けた。
1978年ブラジルでの植物学会に参加した後、リマで客死した。
1962年2月　東京大学　理学博士　論文の題は「メキシコ国チャバス州南部の「フロラ」の研究」。  
マンサク科の属名、Matudaeaやパイナップル科の種、Aechmea matudaeやサボテン科の種、Mammillaria matudaeなど多くの植物に献名されている。

## 著作
洋書
- Helechos de Estado de México 1956

和書
- 「熱帶征服と調和道」『調和』調和道協会、1924年11月、 (11月号)(156)、p38-44 (0023.jp2)、デジタル、国立国会図書館内/図書館・個人送信。
- 松田英二（編）『低き生活高き思念 : 故布施常松氏の追憶』独立堂書房、1937年。日系移民関係資料
- 「四 南墨に残された先人の足跡」『墨国を語る』伊藤敬一（編）1956年。デジタル、国立国会図書館内/図書館・個人送信。
- 「私の歩いた道(講演)――在メキシコ松田英二氏の経験談」『聖書の言』石原兵永（主筆）聖書の言社、1959年10月 (288)、p12-13 (0007.jp2) デジタル、国立国会図書館内/図書館・個人送信
- 『南メキシコに遺された日本人の足跡』玉川大学出版部、1966年8月。 / 日系移民関係資料。
- 「東西南北」『全人教育』玉川大学通信教育部、第40巻第3号(199)、1966年3月、p29-37 (0017.jp2)。デジタル、国立国会図書館内/図書館・個人送信
- 「変貌する地場産業(第8回)長崎県造船業(1)」『金融財政事情』金融財政事情研究会、1974年9月、第25巻第36号(1199)、1974・9・23号。デジタル、国立国会図書館内/図書館・個人送信
- 「変貌する地場産業(第9回)長崎県造船業(2)」『金融財政事情』金融財政事情研究会、1974年-9月、第25巻第37号(1200)、1974・9・30号、デジタル、国立国会図書館内/図書館・個人送信
- 「変貌する地場産業(第10回)長崎県水産業」『金融財政事情』金融財政事情研究会、1974年11月、第25巻第42号(1205)、1974・11・11号、デジタル、国立国会図書館内/図書館・個人送信
- 「変貌する地場産業(第11回)長崎県陶磁器」『金融財政事情』金融財政事情研究会, 1974年11月、第25巻第43号(1206)、1974・11・18号、デジタル、国立国会図書館内/図書館・個人送信

### 関連資料
- 「4067. 松田英二博士の功績と履歴」『日本人メキシコ移住史』日本人メキシコ移住史編纂委員会（編、刊） / 日系移民関係資料

- メキシコ関係の録音資料に言及あり。国立国会図書館関西館に収蔵。